# Eugène Jean Copman
Eugène Jean Copman (Brugge, 5 oktober 1839 - 1 februari 1930) was een Belgisch kunstschilder, graficus en museumconservator.

## Levensloop
Hij studeerde aan de Kunstacademie van Brugge en de Koninklijke academie van Antwerpen bij Nicaise De Keyser. Hij ondernam studiereizen naar Parijs en Rome. In 1861 won hij de Prijs van Rome voor graveerkunst. Hij maakte portretten met contépotlood, onder meer van burgemeester Amedée Visart de Bocarmé en van bisschop Jean-Baptiste Malou.
Van 1892 tot 1930 was hij conservator van het Brugs stedelijk museum voor oude kunst met zijn collectie Vlaamse Primitieven, gevestigd in de Bogardenschool. Van hem worden tekeningen en portretten bewaard in de collectie van de Brugse Musea (Steinmetzkabinet).
Hij had bijzondere aandacht voor veelbelovende leerlingen aan de Academie, die hij aanmoedigde met beurzen.
Hij durfde zelf al eens een oud werk uit het hem toevertrouwde museum te restaureren, wat soms tot kritiek aanleiding gaf.
Geboren in de Vuldersstraat, woonde hij achtereenvolgens in de Katelijnestraat, de Joost de Damhouderstraat en de Gouden-Handstraat. Hij ligt begraven in de familiekelder op het kerkhof van Sint-Kruis.